# Jordan Brown
Jordan Brown (n. 9 octombrie 1987, Antrim⁠(d), Irlanda de Nord, Regatul Unit) este un jucător nord-irlandez de snooker. Brown a câștigat Openul Galez în 2021.